# Lucy Packer
Pour les articles homonymes, voir Packer.

a Compétitions nationales et continentales officielles uniquement.

b Matchs officiels uniquement.
Dernière mise à jour le 10 juin 2024.
Lucy Packer, née le 2 février 2000 à Ammanford (pays de Galles), est une joueuse internationale anglaise de rugby à XV évoluant au poste de demi de mêlée.

## Biographie
Lucy Packer naît le 2 février 2000 à Ammanford au pays de Galles.
En 2023, elle joue pour le club des Harlequins. Elle a neuf sélections en équipe d'Angleterre quand elle est retenue pour disputer sous les couleurs de son pays le Tournoi des Six Nations 2023.
À l'automne suivant, elle fait partie des trente joueuses qui partent en Nouvelle-Zélande participer pour l'Angleterre au WXV 2023.
En juillet 2025, elle est sélectionnée pour la Coupe du monde en Angleterre.